# أنصار حزب الله
أنصار حزب الله  هي جماعة إسلامية متحفظة مقاتلة في إيران. وتتمحور أيديولوجيتها حول التمسك بحماية مبادئ الثورة الإيرانية، وخصوصًا الإيمان بـولاية الفقيه.

## الأصل والمكانة
أنصار حزب الله أو أتباع حزب الله أو حرفيًا أكثر مساعدو حزب الله بـالفارسية، يقال إنها جماعة شبه رسمية وشبه مسلحة شكلت في عام 1995. وبعكس بعض الجماعات شبه المسلحة الأخرى، فإن جماعة أنصار حزب الله تخضع لتدريب رسمي.
يعتقد أن هذه الجماعة تحظى بالتمويل والحماية من العديد من كبار موظفي الدولة. وتتسم في الغالب بأنها جماعة حارسة للقانون  حيث تستخدم القوة، ولكنها ليست جزءًا من جهات إنفاذ القانون الحكومية، وبالرغم من أنه ربما لا ينطبق عليها التعريف الدقيق للكلمة؛ حيث إنها تدين بالولاء لـالمرشد الأعلى للثورة الإيرانية علي خامنئي ويعتقد أنها تحت حمايته.
لقد وصفت بأنها «فرع»
أو «هيئة حارسة للقانون» تابعة لـحزب الله الإيراني،
وهي حركة متشعبة من جماعات تكونت وقت الثورة الإيرانية لمساعدة آية الله الخميني وقواته في إحكام قبضته على السلطة.

### العضوية
إن معظم أعضاء أنصار حزب الله إما أعضاء في ميليشيا الباسيج أو محاربون قدامي في حرب الخليج الأولى.

## الأنشطة
تشتهر جماعة أنصار حزب الله بمهاجمة المحتجين في المظاهرات المناهضة للحكومة، وخصوصًا خلال اضطرابات الطلاب في إيران، يوليو 1999. ويعتقد أنها كانت وراء الاعتداءات الجسدية على الملأ التي تعرض لها وزيران حكوميان إصلاحيان في سبتمبر 1998.
بالإضافة إلى أنه يعتقد أنها كانت وراء التهديدات بالقتل و«سلسلة الاعتداءات الجسدية» التي تعرض لها الفيلسوف والمتشدد السابق عبد الكريم سروش «والتي تركته على جسده كدمات ومنتهكًا وغالبًا ملابسه ممزقة.»
ارتبطت الجماعة أيضًا باتخاذ إجراءات صارمة بشأن «الحجاب السيئ»، مثلاً ارتداء المرأة الحجاب الذي يظهر جزءًا من شعرها، والذي اتهم في إيران بإثارة الاعتداءات الجنسية. وتدير المنظمة صحيفة يالثارات والموقع الإلكتروني المرتبط بها، والتي توضح المواقف الرسمية للمتشددين في الحكومة الإيرانية بشأن سلوك النساء.

### مقتل الطالب عزت إبراهيم نجاد
تضمن فضح جرائم جماعة أنصار حزب الله في عام 2000 مقتل عزت إبراهيم نجاد. وكان إبراهيم نجاد طالبًا جامعيًا وشاعرًا ويعد مسؤولاً بشكل جزئي عن اضطرابات الطلاب في إيران في يوليو 1999؛ حيث قتل على يد «رجال شرطة في زي مدني» يتعقبون مظاهرة سلمية خرجت تنديدًا بغلق صحيفة
وفي مارس عام 2000، ذكرت محامية حقوق الإنسان شيرين عبادي أن رجلاً اسمه أمير فرشاد إبراهيمي قدم إلى مكتبها يدعي أن لديه
معلومات مباشرة عن زملائه الذين نفذوا الهجوم على مسكن الطلاب. وقال إنه ينتمي لجماعة... أنصار حزب الله... وأن رئيس الجماعة زج به في السجن لمحاولته الاستقالة من وحدته.
سجلت شيرين مقطع فيديو باعترافات إبراهيمي التي ذكر فيها أن الجماعة لم تتورط فقط في الهجوم الذي شن على مسكن الطلاب حيث قتل إبراهيم نجاد، ولكن أيضًا «عندما كان عضوًا نشطًا فيها، اشترك في هجمات عنيفة على وزيرين إصلاحيين» في حكومة الرئيس خاتمي.
نشرت الصحف المتشددة خبر وجود الاعتراف، حيث أطلقت عليه قضية «صانعو الشريط». وفي عدد من القصص المثيرة ادعت الصحف أن الإبراهيمي يعاني من عدم اتزان عقلي وأن شيرين ومحاميًا آخر يدعى روحيمي قد استغلاه للاعتراف بما قاله، وفي كل الأحوال فقد ساهم هذا الاعتراف في تشويه الثورة الإسلامية. وحكم على شيرين وروحيمي بالسجن لمدة خمس سنوات وإيقاف تراخيص مزاولة المحاماة لإرسال اعتراف الإبراهيمي المسجل بالفيديو إلى الرئيس خاتمي. وحكم على الإبراهيمي بالسجن لمدة 48 شهرًا، منها 16 شهرًا حبسًا انفراديًا.

## احتجاجات الانتخابات الرئاسية 2009
في 18 يونيو 2009، ذكرت صحيفة لوس أنجلوس تايمز أن «رجال ميليشيا أنصار حزب الله المتشددين حذروا من أنهم سيحرسون الشوارع للحفاظ على القانون والنظام.»